# 菲利浦·霍爾
菲利浦·霍爾（1904年4月11日—1982年12月30日），英國數學家。
主要研究領域是群論，特別是有限群及可解群。

## 生平
霍爾中學時就讀基督醫學院，因在數學方面的傑出表現曾獲得湯普森金獎。而後進入劍橋大學國王學院學習。1951年被獲選皇家學會會士。 1961年獲得西爾維斯特獎章。1955年至1957年擔任倫敦數學學會主席。1958年獲得由倫敦數學學會頒發的Berwick獎，1965年獲得由倫敦數學學會頒發的德摩根獎章。

## 出版物
- Hall, Philip, , Proc. London Math. Soc., 1934, 36 (1): 29–95, doi:10.1112/plms/s2-36.1.29
- Hall, P.; Higman, Graham, , Proceedings of the London Mathematical Society. Third Series, 1956, 6: 1–42, MR 0072872, doi:10.1112/plms/s3-6.1.1
- Hall, Philip, , Oxford Science Publications, The Clarendon Press Oxford University Press, 1988, ISBN 978-0-19-853254-5, MR 0986732

## 外部連結
- 約翰·J·奧康納; 埃德蒙·F·羅伯遜, ,  （英语）
- 菲利浦·霍爾在數學譜系計畫的資料。